# دی ام ایکس
دی ام ایکس 512 (digital multiplexing به انگلیسی)یک پروتکل تسهیم سازی داده‌ها است. از این پروتکل بیشتر برای کنترل بازی نور در جشن‌ها و کنسرت به همراه سیستم صدا استفاده می‌شود.

## شرح

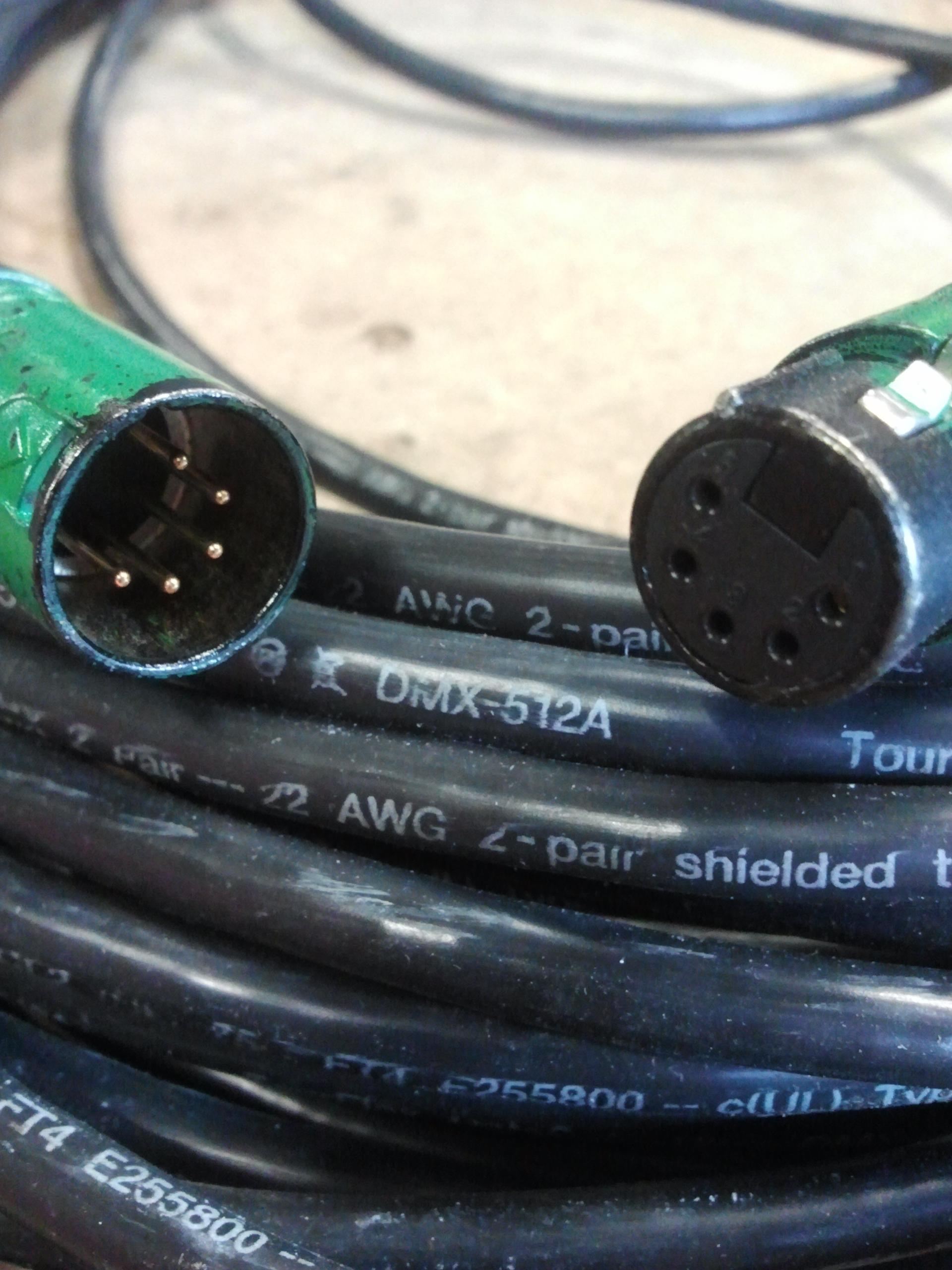
کابل مورد استفاده برای کنترول بازی نور

DMX ( دی ام ایکس ) در حقیقت نوعی سیستم است که در نورپردازی ها از آن استفاده می کنند و از طریق این سیستم هر چراغ LED دارای یک آدرس یونیک و منحصر به فرد در شبکه و سیستم است.
سیستم های نورپردازی که از کنترلر DMX کمک می گیرند اصطلاحا انیمیشن گفته می شود که امکان رقص نور و ریتم های نوری و افکت های نوری را با رنگهای متغیر، فراهم می کنند. به این پروژه ها اصطلاحا ( پروژه ی نورپردازی دی ام ایکس ) می گویند.
DMX مختصر شده ی عبارت Digital Multiplex است که نام یک پروتکل شبکه ی ارتباطی برای ارسال داده ها می باشد و در شبکه ی دیتای نورپردازی، رنگ و شدت نور هر پروژکتور را تعیین می کند.